# Udo Raumann
Pour les articles homonymes, voir Raumann.
Udo Raumann, né le 1er mai 1969 à Düren, est un canoéiste de slalom allemand qui concourt du début au milieu des années 1990.

## Biographie
Il remporte une médaille de bronze dans l'épreuve par équipe C-2 aux Championnats du monde de slalom en canoë de la FIC en 1995 à Nottingham. Il remporte également une médaille d'or dans la même épreuve aux Championnats d'Europe de 1996 à Augsbourg.
Il termine 14e de l'épreuve C-2 aux Jeux olympiques d'été de 1992 à Barcelone.
Son partenaire pendant toute sa carrière active est Rüdiger Hübbers.